# هاميلتون هولت
هاميلتون هولت (بالإنجليزية: Hamilton Holt)‏ هو كاتب وسياسي أمريكي، ولد في 18 أغسطس 1872 في بروكلين في الولايات المتحدة، وتوفي في 26 أبريل 1951 في وودستوك ‏ في الولايات المتحدة. نشط حزبياً في الحزب الديمقراطي.